# Daredevil (série télévisée)
Pour les articles homonymes, voir Daredevil (homonymie).
Agent Carter WHIH Newsfront
Marvel's Daredevil, ou simplement Daredevil, est une série télévisée américaine créée par Drew Goddard, dont la diffusion a démarré le 10 avril 2015 sur le service de vidéo à la demande Netflix et au Canada sur Netflix Canada. Le 29 novembre 2018, Netflix met  officiellement fin à la série.
La série met en scène le personnage de Marvel Comics Daredevil, interprété par Charlie Cox. La série est produite par Marvel Television et ABC Studios. Elle fait  partie des quatre séries de l'univers cinématographique Marvel réunies en 2017 dans la mini-série The Defenders, toujours sur Netflix. En 2022, une suite de l'ancienne série  Daredevil est annoncé à la comic-con. Elle officialise l'entrée de la série dans la chronologie officielle de l'univers cinématographique Marvel.
Dans tous les pays francophones, la série est également diffusée depuis le 10 avril 2015 en version originale et en version française sur le service Netflix.
En France, la série est aussi diffusée à la télévision sur TMC.
Également en France, Daredevil est supprimée de la plateforme Netflix le 28 février 2022, après l’acquisition des droits de la série par Disney. La série est de nouveau disponible en streaming légal sur la plateforme Disney+ depuis le 29 juin 2022.
Le 19 mai 2022, Disney+ annonce le développement d'une nouvelle série faisant suite à la précédente, sous le titre Daredevil: Born Again, presque 4 ans après la fin de cette dernière avec Charlie Cox dans le rôle-titre.

## Synopsis
Aveugle depuis ses neuf ans à la suite d'un accident, Matt Murdock bénéficie d'une acuité extraordinaire de ses autres sens. Avocat le jour, il devient le super-héros Daredevil lorsque la nuit tombe, afin de lutter contre l’injustice à New York, plus particulièrement dans le quartier de Hell's Kitchen, corrompu par la criminalité depuis sa reconstruction après l'attaque des Chitauris (lors des événements du film Avengers).

## Distribution

### Acteurs principaux
- Charlie Cox (VF : Bernard Gabay) : Matt Murdock / Daredevil
  - Skylar Gaertner (VF : Fanny Bloc) : Matt Murdock jeune
- Deborah Ann Woll (VF : Noémie Orphelin) : Karen Page
- Elden Henson (VF : Franck Lorrain) : Franklin « Foggy » Nelson
- Vincent D'Onofrio (VF : Thierry Hancisse) : Wilson Fisk / Le Caïd (saisons 1 et 3, invité saison 2, 27 épisodes)
- Rosario Dawson (VF : Annie Milon) : Claire Temple (saisons 1 et 2, 8 épisodes)
- Stephen Rider (en) (VF : Jean-Baptiste Anoumon) : Blake Tower (en) (saisons 2 et 3)
- Ayelet Zurer (VF : Françoise Cadol) : Vanessa Fisk (en) (saison 1, invitée saison 3)
- Toby Leonard Moore (VF : Pierre-François Pistorio) : James Wesley (en) (saison 1)
- Vondie Curtis-Hall (VF : Thierry Desroses) : Ben Urich (en) (saison 1)
- Bob Gunton (VF : Philippe Ariotti) : Leland Owlsley (saison 1)
- Jon Bernthal (VF : Jérôme Pauwels) : Frank Castle / Punisher (saison 2)
- Élodie Yung (VF : Chloé Berthier) : Elektra Natchios (saison 2)
- Jay Ali (en) (VF : Taric Mehani) : Rahul « Ray » Nadeem (saison 3)
- Wilson Bethel (VF : Franck Monsigny) : Benjamin « Dex » Poindexter / Bullseye (saison 3)
- Joanne Whalley (VF : Isabelle Gardien) : Sœur Maggie Grace (saison 3)

Photos des acteurs principaux
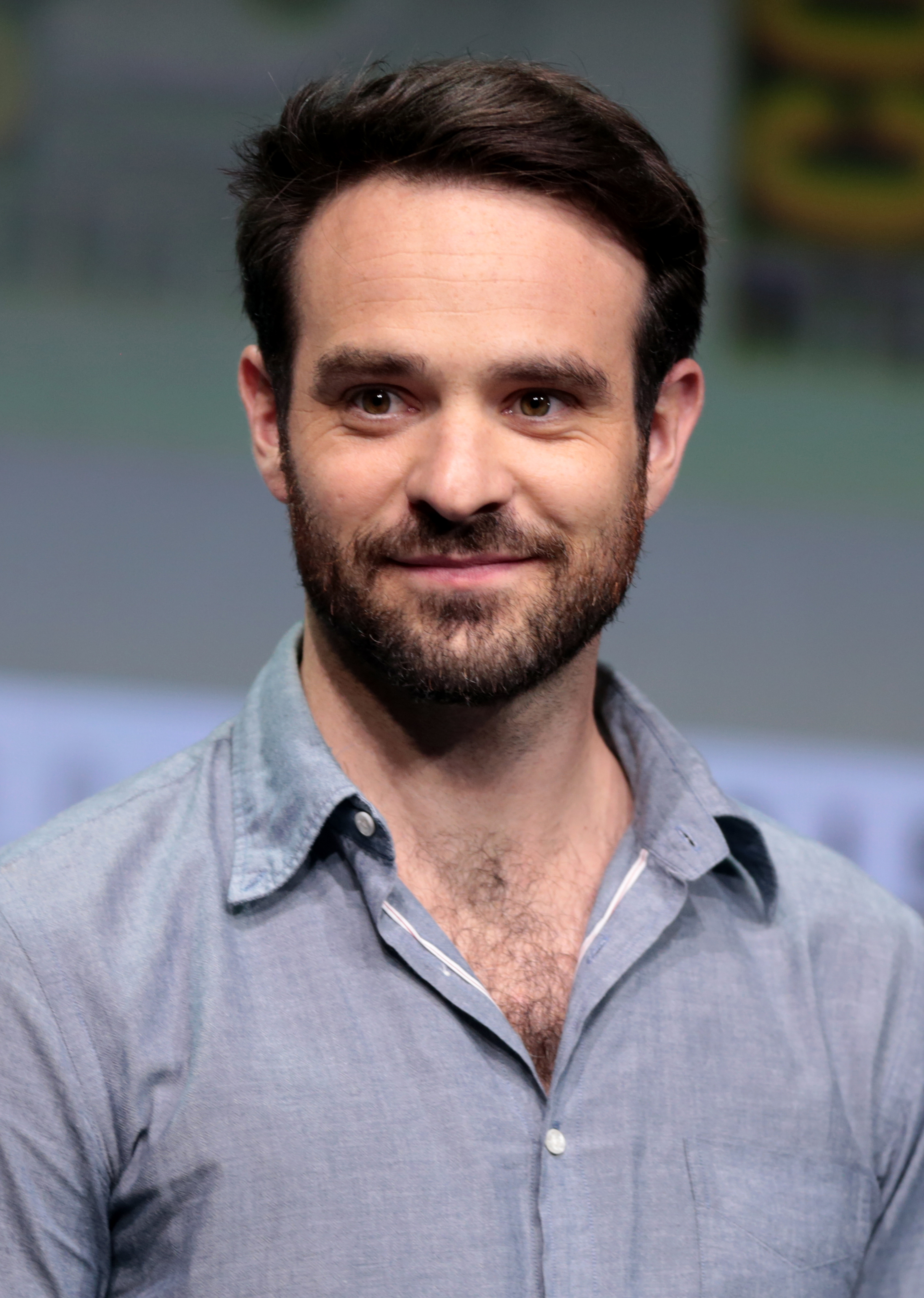
Charlie Cox dans le rôle de Matt Murdock / Daredevil
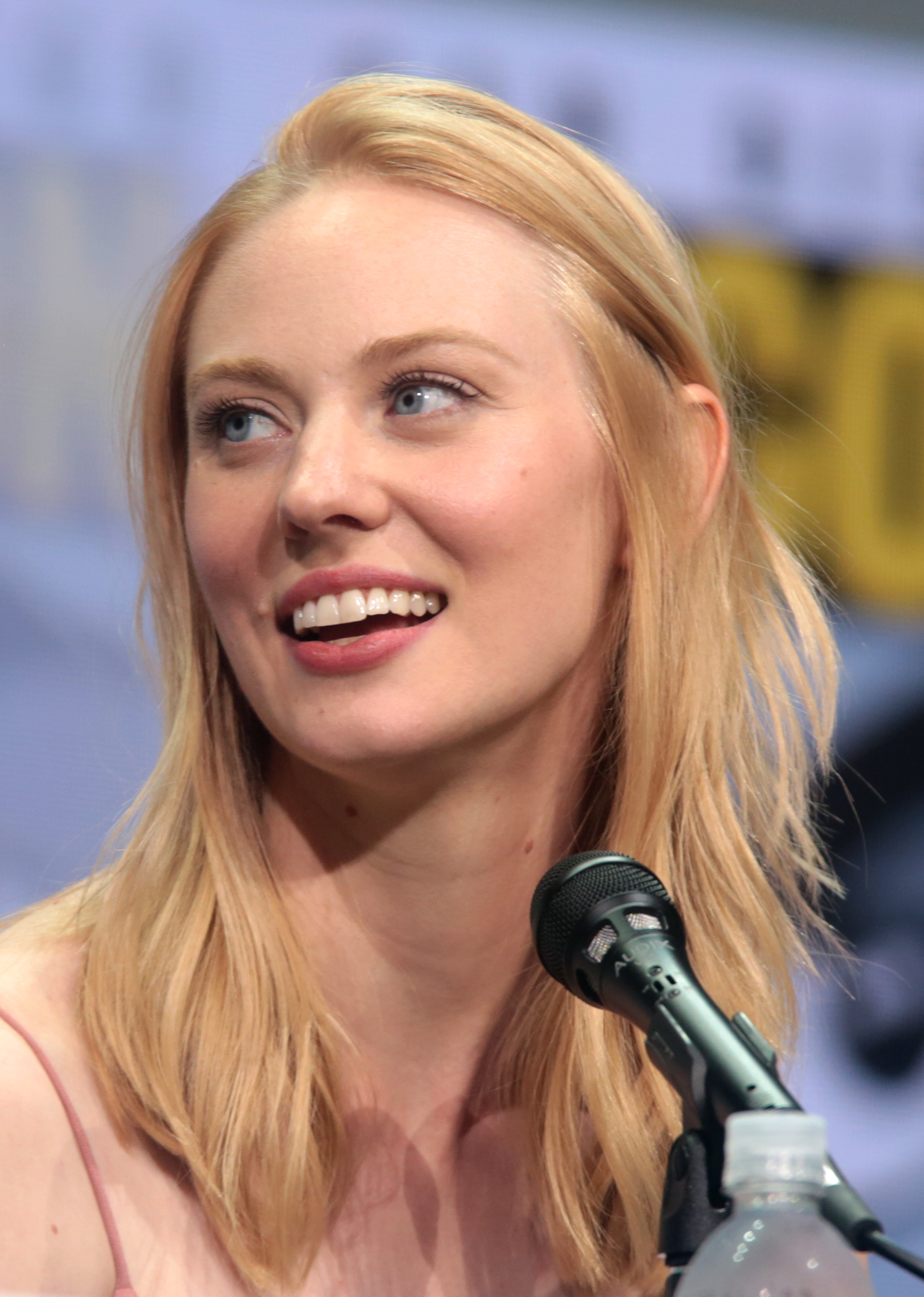
Deborah Ann Woll dans le rôle de Karen Page
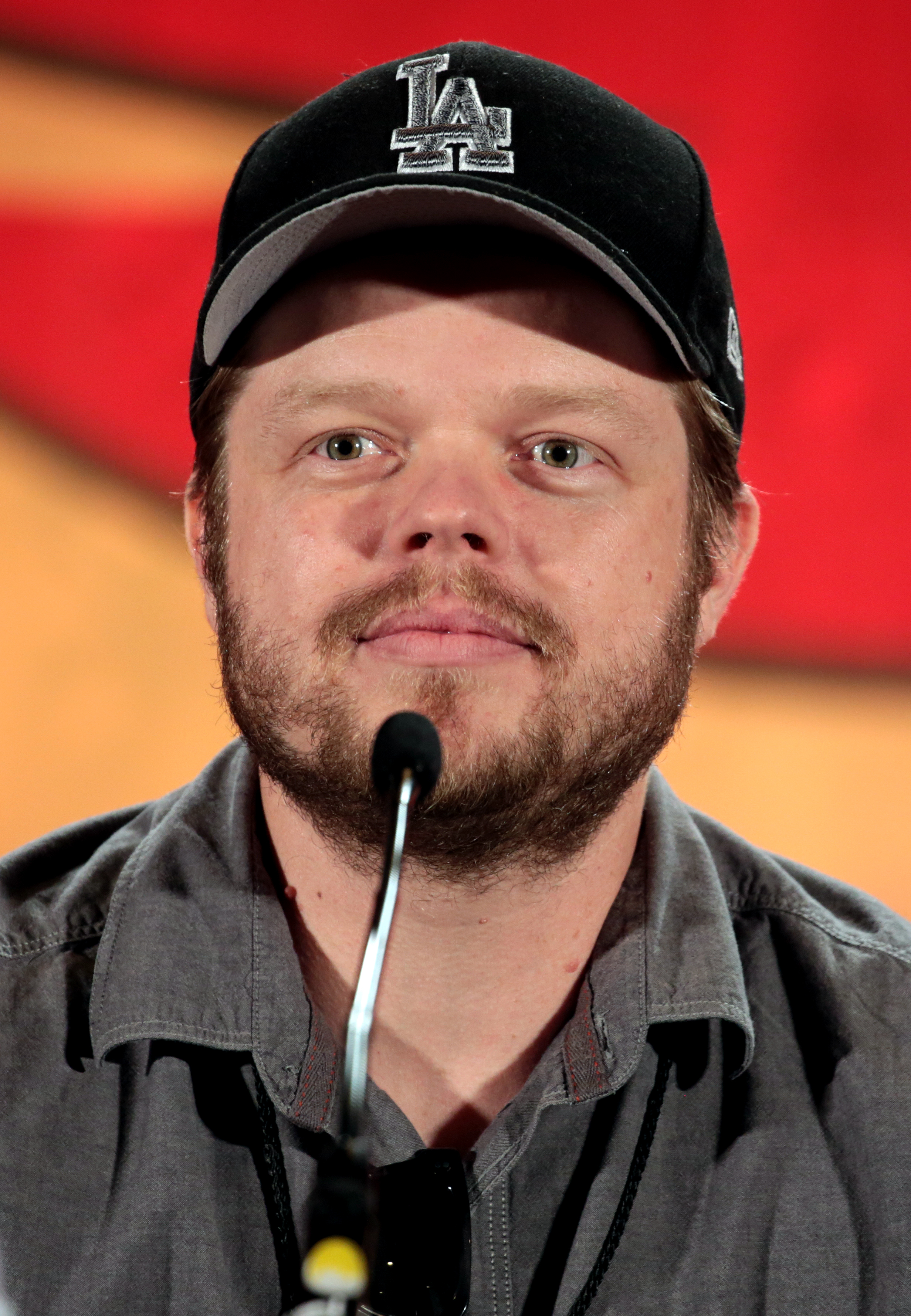
Elden Henson dans le rôle de Franklin « Foggy » Nelson
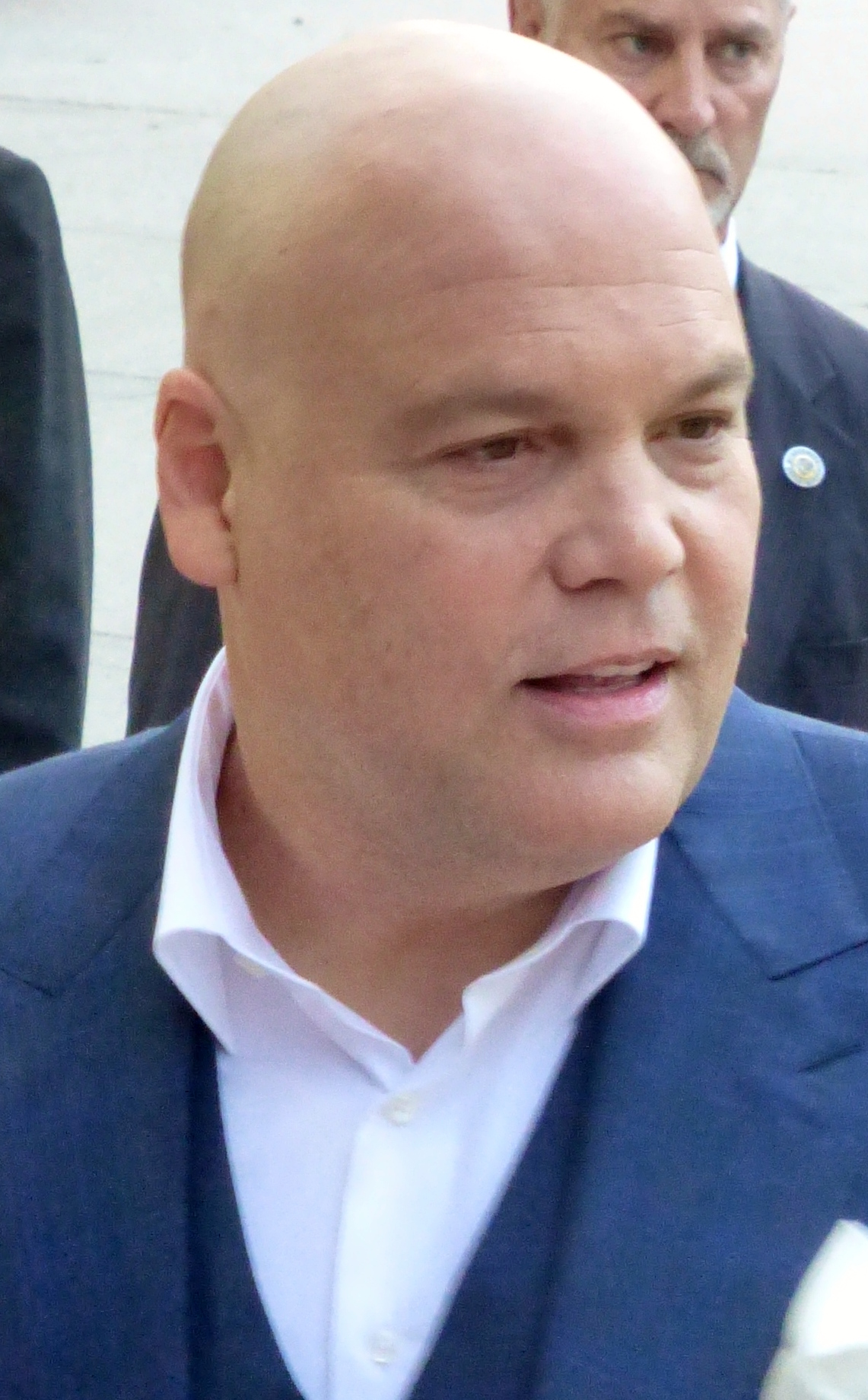
Vincent D'Onofrio dans le rôle de Wilson Fisk / Le Caïd
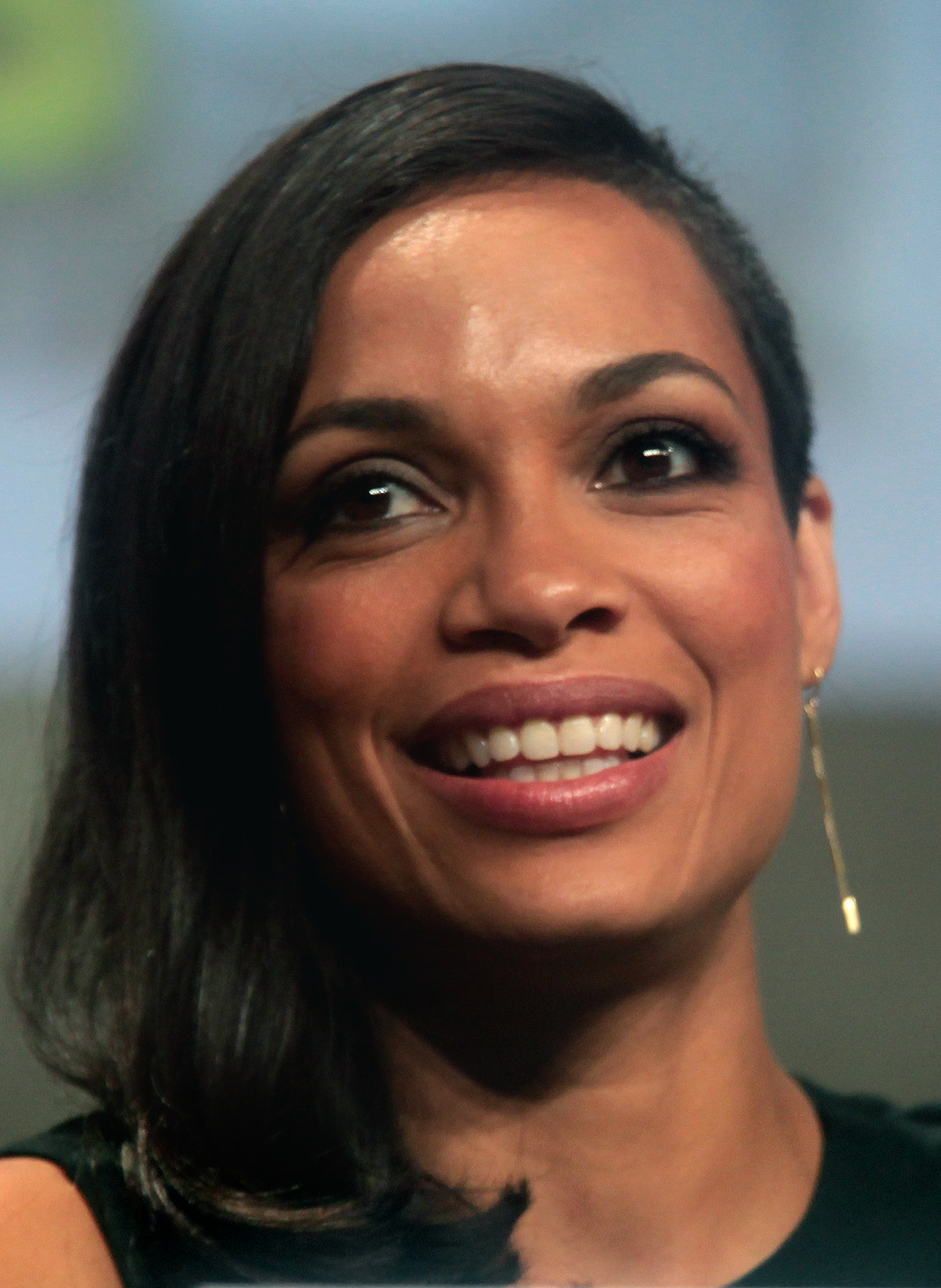
Rosario Dawson dans le rôle de Claire Temple
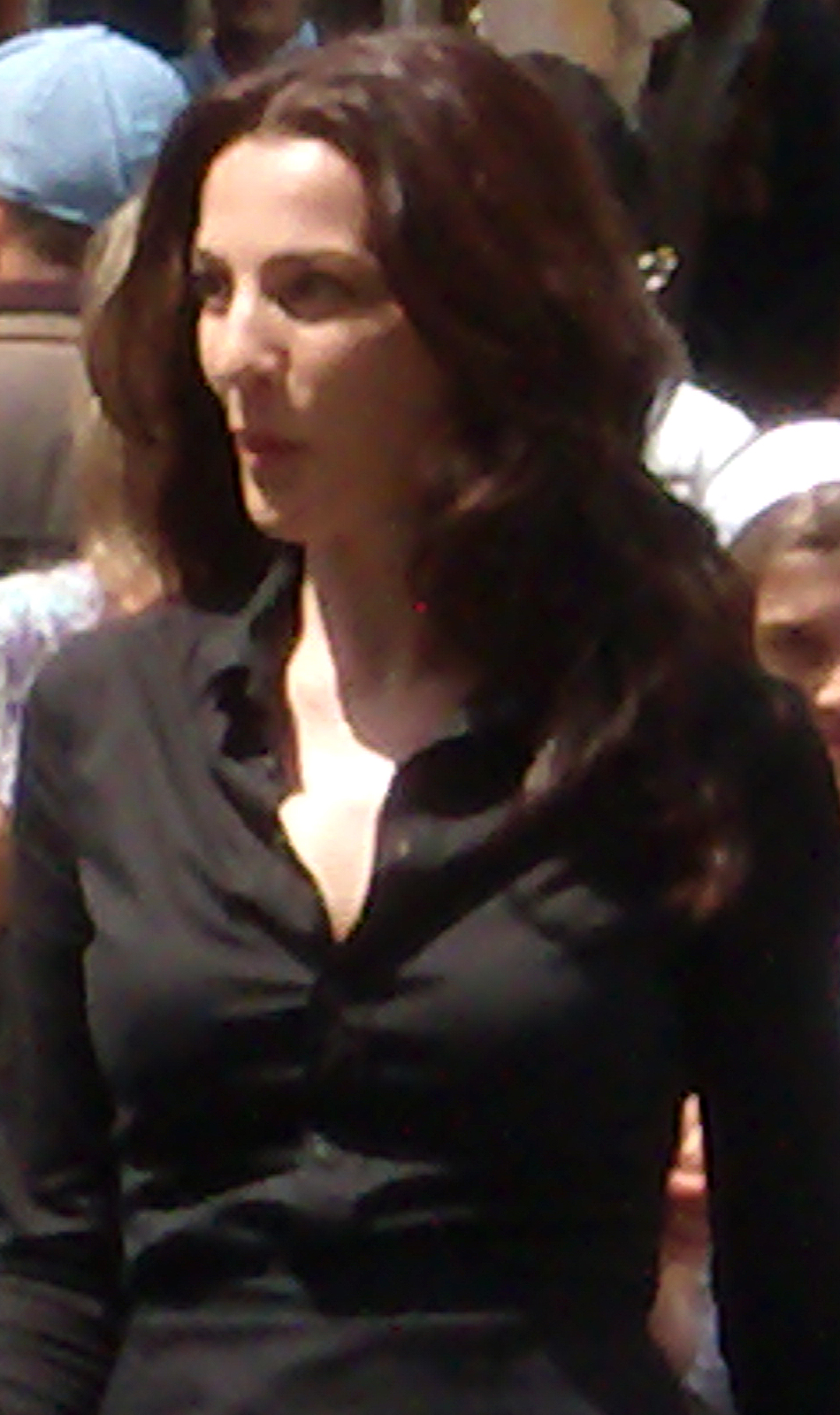
Ayelet Zurer dans le rôle de Vanessa Marianna (en)
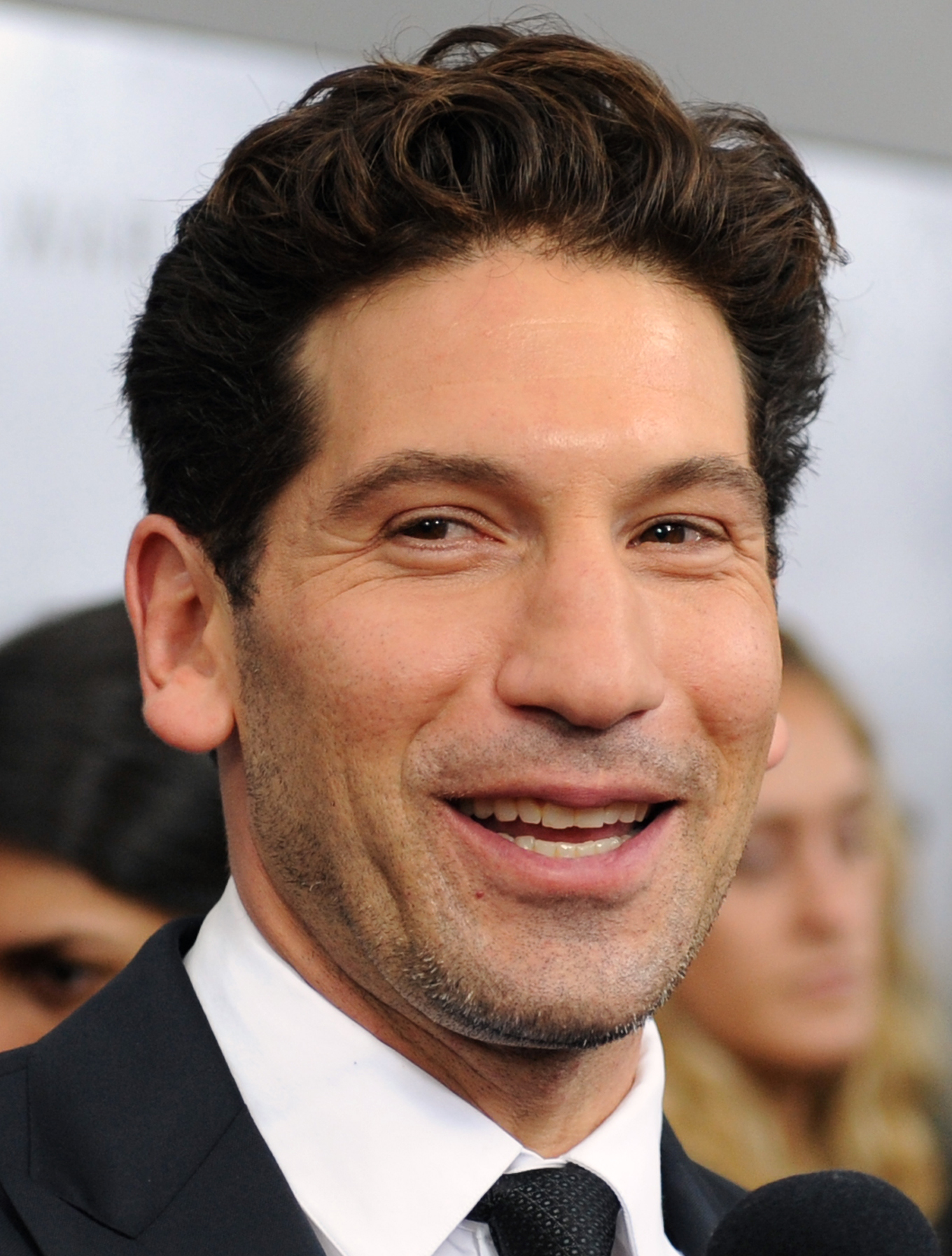
Jon Bernthal dans le rôle de Frank Castle / Punisher
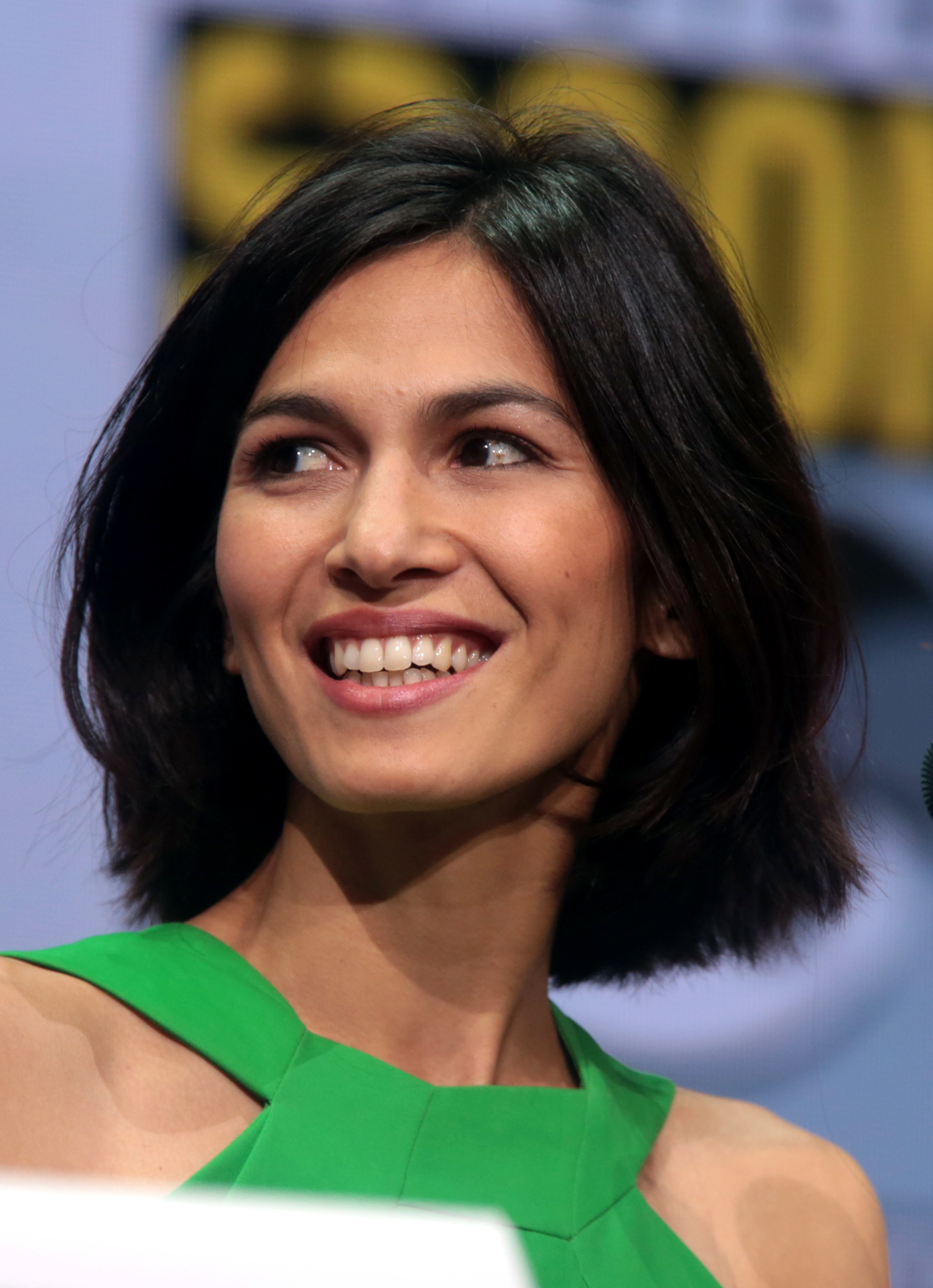
Élodie Yung dans le rôle d'Elektra Natchios

### Acteurs récurrents
- Scott Glenn (VF : Georges Claisse) : Stick (saisons 1 et 2)
- Matt Gerald (VF : Christophe Desmottes) : Melvin Potter (saisons 1 et 2, invité saison 3)
- Royce Johnson (en) (VF : Mohad Sanou) : Brett Mahoney (en) (saisons 1 à 3)
- Geoffrey Cantor (en) (VF : Jean-Louis Faure) : Mitchell Ellison (en) (saisons 1 à 3)
- Amy Rutberg (en) (VF : Marie Zidi) : Marci Stahl (saisons 1 à 3)
- Peter McRobbie (VF : Achille Orsoni) : le père Paul Lantom (saisons 1 à 3)
- Rob Morgan (VF : Daniel Lobé (saison 1) puis Florian Wormser (saison 2)) : Turk Barrett (en) (saisons 1 et 2)
- Susan Varon (VF : Christèle Billault) : Josie (en) (saisons 1 et 2)
- Peter Shinkoda (VF : Guillaume Bourboulon) : Nobu (en) (saisons 1 et 2)
- Wai Ching Ho (VF : Marie-Martine) : Madame Gao (saison 1, invitée saison 2)
- Nikolai Nikolaeff (VF : Grégory Kristoforoff) : Vladimir Ranskahov (saison 1)
- Gideon Emery : Anatoly Ranskahov (saison 1)
- Adriane Lenox (en) (VF : Caroline Jacquin) : Doris Urich (saison 1)
- Judith Delgado (VF : Frédérique Cantrel) : Elena Cardenas (saison 1)
- Daryl Edwards : Détective Hoffman (saison 1, 5 épisodes)
- Sunita Deshpande (VF : Céline Melloul) : Seema Nadeem (saison 3)
- Kate Udall (VF : Gaëlle Savary) : Tammy Hattley (saison 3)
- Danny Johnson (VF : Jean-Paul Pitolin) : Benjamin Donovan (en) (invité saison 2 et saison 3)

### Invités
- John Patrick Hayden (VF : Thomas Roditi) : « Battlin » Jack Murdock (saison 1, épisodes 1 et 2 / saison 3, épisode 9)
- Domenick Lombardozzi : Bill Fisk (saison 1, épisode 8)
- Tony Curran (VF : Bernard Bollet) : Finn (saison 2, épisode 4)
- Clancy Brown (VF : Frédéric van den Driessche) : le colonel Ray Schoonover (en) (saison 2, épisodes 8 et 12)
- William Forsythe : Dutton (saison 2, épisode 9)
- Lesley Ann Warren (VF : Ninou Fratellini) : Esther Falb (saison 3, épisode 11)

### Invités venant des autres séries Marvel / Netflix
Jessica Jones
- Carrie-Anne Moss (VF : Danièle Douet) : Jeri Hogarth (saison 2, épisode 13)
- Michelle Hurd (VF : Pascale Vital) : Samantha Reyes (saison 2)

Luke Cage
- Annabella Sciorra (VF : Marie-Laure Dougnac) : Rosalie Carbone (en) (saison 3, épisodes 9 et 13)

## Fiche technique
Sauf indication contraire, les informations mentionnées dans cette section peuvent être confirmées par la base de données cinématographiques IMDb,  présente dans la section « Liens externes ».
- Titre original et français : Marvel's Daredevil ou Daredevil
- Création : Drew Goddard d'après les personnages créés par Stan Lee et Bill Everett
- Show runner : Steven S. DeKnight (saison 1), Marco Ramirez et Douglas Petrie (saison 2), Erik Oleson (saison 3)
- Producteurs délégués : Dan Buckley, Jim Chory, Steven S. DeKnight, Alan Fine, Peter Friedlander, Drew Goddard, Allie Goss, Kris Hennigman, Cindy Holland, Stan Lee, Jeph Loeb et Joe Quesada
- Réalisation : Drew Goddard et Steven S. DeKnight
- Scénario : Drew Goddard (épisode pilote)
- Direction artistique : Toni Barton
- Décors : Loren Weeks
- Costumes : Kevin Draves
- Photographie : Matthew J. Lloyd
- Montage: Jonathan Chibnall, Monty DeGraff et Michael N. Knue
- Musique : John Paesano
- Casting : Laray Mayfield et Julie Schubert
- Sociétés de production : ABC Studios et Marvel Television
- Sociétés de distribution :   Netflix
- Pays d'origine :  États-Unis
- Langue originale : anglais (quelques dialogues en espagnol, russe, mandarin, japonais et français)
- Format : couleur - 1,78:1 - son Dolby Digital - HDTV
- Genre : super-héros, action
- Durée : 39 x 49–56 minutes
- Version française :
  - Société de doublage : Deluxe Média Paris
  - Direction artistique : Nathalie Raimbault et Karine Krettly
  - Adaptation des dialogues : Sophie Désir, Valérie Marchand et Jérôme Dalotel

 Source et légende : version française (VF) sur RS Doublage et AlloDoublage
- Classification sur Netflix : déconseillé aux moins de 18 ans

## Production

### Développement
En novembre 2013, la chaîne de vidéo à la demande Netflix annonce qu'en partenariat avec Marvel Studios et ABC Studios, ceux-ci vont produire quatre séries télévisées sur les personnages de Daredevil, Jessica Jones, Luke Cage et Iron Fist, et par la suite, une mini-série intitulée The Defenders qui regroupera ces quatre super-héros. Alan Fine, le président de Marvel Entertainment a ainsi déclaré : « Ce deal « accord » est incomparable à tout ce qui s'est fait en termes d'échelle, et renforce notre engagement auprès de la marque Marvel, de faire vivre de bonnes histoires sur toutes les plateformes et avec tous leurs personnages. Netflix propose d'énormes opportunités en matière de storytelling, la spécialité de Marvel. Ce genre de séries épiques offre des possibilités narratives incroyables grâce au système on-demand, et les fans auront la possibilité de choisir à quel moment rentrer dans des aventures que l'on vous promet excitantes et engageantes. » En décembre, Marvel a annoncé que Drew Goddard sera le scénariste et le réalisateur du premier épisode de la série Daredevil et qu'il serait également l'auteur-producteur exécutif de l'ensemble des épisodes de la série. Dans une entrevue de septembre 2015, Goddard explique qu'il pensait à l'origine faire pour Daredevil une adaptation pour le cinéma, proposant une nouvelle version après le film de 2003, mais Marvel Studios n'a pas suivi cette idée, considérant que le personnage n'avait pas assez d'envergure pour un film à très gros budget comme ils le font et qu'une production télévisée permettrait un ton plus sombre et adulte, là où les productions cinéma se veulent plus familiales et où le classement d'un film avec une telle direction aurait été rated-R.
En février 2014, Marvel et Disney ont annoncé que le tournage de toutes ces séries aurait lieu essentiellement à New York, que cela permettrait de créer environ 400 emplois et qu'ils avaient l'intention d'investir 200 millions de dollars de budget sur trois ans pour produire celles-ci, ce qui représente le plus gros tournage new-yorkais aussi bien pour le cinéma que pour la télévision. De même, il a été annoncé que Daredevil serait la première série à être réalisée, le tournage devant débuter en juillet 2014, et serait suivie par Jessica Jones, Luke Cage et Iron Fist, chacune comprenant treize épisodes, puis par la mini-série The Defenders, laquelle comprendrait entre quatre et huit épisodes. La diffusion sur Netflix était prévue pour début 2015.
Fin avril 2014, Joe Quesada, des studios Marvel, a confirmé qu'à l'instar de la série Marvel : Les Agents du SHIELD et des films Marvel Studios, les futures séries Netflix se dérouleraient dans l'univers cinématographique Marvel, mais que celles-ci auraient leur propre identité, chacune pouvant être visionnée sans avoir au préalable vu les autres productions. Il a également déclaré que les scripts étaient pratiquement terminés et que l'attribution des rôles allait bientôt débuter.
Le 25 mai 2014, il a été annoncé que Drew Goddard quittait son poste de auteur-producteur de la série pour des raisons encore inconnues[précision nécessaire], étant remplacé par Steven S. DeKnight, qui a notamment travaillé sur les séries Buffy contre les vampires et Angel, tandis que Drew Goddard resterait consultant sur la série.
Le 27 juillet 2014, Joe Quesada a annoncé que la série serait diffusée en avril 2015.
Le 21 avril 2015, soit onze jours seulement après la mise en ligne de la série, Netflix a annoncé le renouvellement de celle-ci pour une deuxième saison, avec de nouveaux auteurs-producteurs en remplacement de Steven S. DeKnight, à savoir Doug Petrie et Marco Ramirez,,, pour une diffusion prévue courant 2016.
Le 21 juillet 2016, au Comic-Con de San Diego, Marvel a annoncé la mise en chantier d'une troisième saison, dont la diffusion ne se ferait toutefois qu'après celle de Luke Cage, Iron Fist, The Defenders et probablement de la deuxième saison de Jessica Jones.
Le 23 août 2017, le site Comicbook.com a annoncé les dates de tournage de la troisième saison, s'étalant du 15 octobre 2017 au 30 juin 2018.
En octobre 2017, Marvel a annoncé que les auteurs-producteurs de la deuxième saison Doug Petrie et Marco Ramirez seraient remplacés par Erik Oleson pour la troisième saison.
Le 29 novembre 2018, Marvel et Netflix ont annoncé que Daredevil ne serait pas renouvelée pour une 4e saison, suivant les arrêts d'Iron Fist et Luke Cage, mais contrairement aux deux précédentes, le personnage pourrait revenir dans des productions sur la plate-forme de streaming Disney+.
Le 19 mai 2022, Disney annonce une suite de Daredevil sous le nom Daredevil: Born Again. Charlie Cox et Vincent D'Onofrio interpréteront à nouveau respectivement Matt Murdock/Daredevil et Wilson Fisk/Le Caïd. Matt Corman et Chris Ord sont au développement. Cette nouvelle série sera disponible sur la plateforme Disney+.

### Attribution des rôles
Le 28 mai 2014, Marvel a annoncé officiellement que l'acteur Charlie Cox tiendrait le rôle principal de la série, à savoir Matt Murdock.
Le 10 juin 2014, Marvel a annoncé que l'acteur Vincent D'Onofrio interpréterait le rôle de Wilson Fisk, un des ennemis de Daredevil, décrivant le personnage comme étant « un puissant homme d’affaires dont les intérêts dans l’avenir de Hell's Kitchen lui apportera un conflit avec l’avocat aveugle Matt Murdock et son alter ego Daredevil ». Dix jours plus tard, il a été rejoint par Rosario Dawson, incarnant un nouveau personnage, décrite comme une alliée de Daredevil dans son combat pour libérer Hell's Kitchen du crime. Puis le 26 juin c'est Elden Henson qui a été présenté officiellement comme assurant le rôle de Franklin « Foggy » Nelson, avocat et proche ami de Matt Murdock.
Le 16 juillet 2014, Peter Shinkoda (Falling Skies) a annoncé sur sa page Facebook qu'il rejoignait la distribution. Son personnage a d'abord été nommé Hachiro, avant d'être appelé Nobu dans la série.
Le 15 septembre 2014, Marvel a annoncé que le rôle de Stick, le maître en arts martiaux de Matt Murdock, serait incarné par Scott Glenn.
Le 12 octobre 2014, les rôles de Ayelet Zurer, Bob Gunton, Toby Moore et Vondie Curtis-Hall ont été annoncés.
Le 9 juin 2015, Marvel a annoncé que le personnage du Punisher apparaîtrait dans la deuxième saison, interprété par Jon Bernthal (succédant à Dolph Lundgren, Thomas Jane et Ray Stevenson). En juillet 2015, l'actrice française Élodie Yung a été choisie pour incarner Elektra.
En Octobre 2017, la production a annoncé le retour de Vincent D'Onofrio dans le rôle de Wilson Fisk, pour la troisième saison.

### Tournage
Le tournage de la première saison a débuté en juillet 2014 et s'est terminé le 22 décembre 2014 à New York d'après l'annonce faite par le showrunner Steven S. DeKnight sur Twitter.
Le tournage de la troisième saison a débuté en octobre 2017 ; il s'agit d'une adaptation de l'histoire tirée du comics « Born Again » de Frank Miller.

## Distinctions
| Année | Cérémonie                                    | Catégorie                                               | Nomination  | Résultats  |
| ----- | -------------------------------------------- | ------------------------------------------------------- | ----------- | ---------- |
| 2017  | 23e cérémonie des Screen Actors Guild Awards | Meilleure équipe de cascadeurs dans une série télévisée | Daredevil   | Nomination |
| 2017  | 43e cérémonie des Saturn Awards              | Meilleure série numérique ou web-série                  | Daredevil   | Nomination |
| 2017  | 43e cérémonie des Saturn Awards              | Meilleur acteur de télévision                           | Charlie Cox | Nomination |

## Épisodes

### Première saison (2015)
1. Sur le ring (Into the Ring)
2. L'Homme blessé (Cut Man)
3. Un lapin dans une tempête de neige (Rabbit in a Snow Storm)
4. Liens de sang (In the Blood)
5. Un monde en feu (World on Fire)
6. Condamné (Condemned)
7. Stick (Stick)
8. Jeu d'ombre (Shadows in the Glass)
9. L'Habit du diable (Speak of the Devil)
10. Nelson contre Murdock (Nelson vs Murdock)
11. La Marche des vertueux (The Path of Righteous)
12. Ceux qui restent (The Ones We Leave Behind)
13. Daredevil (Daredevil)

### Deuxième saison (2016)
La deuxième saison, également composée de treize épisodes, est mise en ligne le 18 mars 2016, sans aucun changement au niveau de la distribution. Steven S. DeKnight laisse cependant sa place de show runner à Marco Ramirez et Douglas Petrie, qui avaient déjà travaillé sur la première saison.
1. Pan ! (Bang)
2. Sous les balles (Dogs to a Gunfight)
3. Le Gratin de New York (New York's Finest)
4. Piécettes et petite monnaie (Penny and Dime)
5. Kinbaku (Kinbaku)
6. Repentirs (Regrets Only)
7. Semper Fidelis (Semper Fidelis)
8. Ultime coupable (Guilty as Sin)
9. Sept minutes au paradis (Seven Minutes in Heaven)
10. L'Homme confiné (The Man in The Box)
11. .380 (.380)
12. L'Obscurité au bout du tunnel (The Dark at the End of the Tunnel)
13. Une froide journée en enfer (A Cold Day in Hell's Kitchen)

### Troisième saison (2018)
Le 21 juillet 2016, Marvel confirme au Comic-Con de San Diego la mise en route d'une troisième saison avec un court clip vidéo sans préciser toutefois le contenu ou les changements qui interviendront durant celle-ci.
Le 28 juillet 2016, Marvel annonce que la troisième saison de Daredevil sera diffusée en 2018, tout comme les deuxièmes saisons de Jessica Jones et Luke Cage.

Le 20 septembre 2018, Netflix annonce la diffusion de la troisième saison pour le 19 octobre 2018. Elle a été déclarée lors de la sortie d'une bande-annonce sur la plateforme en flux continu.
La troisième saison, également composée de treize épisodes, est mise en ligne le 19 octobre 2018.
1. Résurrection (Resurrection)
2. Par pitié (Please)
3. Aucune bonne action (No Good Deed)
4. Angle mort (Blindsided)
5. Le Match parfait (The Perfect Game)
6. Le Diable que tu connais (The Devil You Know)
7. Répercussions (Aftermath)
8. En haut/en bas (Upstairs/Downstairs)
9. Révélations (Revelations)
10. Karen (Karen)
11. Les Retrouvailles (Reunion)
12. Dernière fois (One Last Shot)
13. Une nouvelle Serviette (A New Napkin)

### Suite surDisney +:Daredevil: Born Again(2025)
Marvel Studios confirme au Comic-Con de San Diego qu'une suite de la saison 3 sera produite sous le titre : Daredevil: Born Again et sera diffusée dès le 4 mars 2025 sur la plateforme de streaming Disney+. Elle comprendra 18 épisodes dans le cadre de la Phase 5 du Marvel Cinematic Universe. Il est annoncé que Charlie Cox et Vincent D'Onofrio reviendront parmi les membres de la distribution principale,.
En janvier 2024, le retour des acteurs Elden Henson et Deborah Ann Woll dans les rôles respectifs de Franklin Nelson et Karen Page est officialisé,.
Le même mois, Jon Bernthal, l'interprète du Punisher confirme son retour chez Marvel Studios dans la série tout en affirmant que l'atmosphère sombre et macabre du personnage sera conservée : « Je pense qu'il y a une raison pour laquelle ce personnage a résonné aussi profondément et fortement dans le cœur et l’esprit des fans de bandes dessinées, des urgentistes, des militaires et des gens du monde entier. Je pense qu’il y a un peu de Frank Castle en chacun de nous. Il existe très fortement en moi et je tiens profondément à ce personnage. Je sais aussi qu’il est absolument essentiel que son retour soit fait correctement, et que nous ayons un véritable respect profond du matériel source et de ce qui fait de Frank ce qu'il est. Je ferai tout mon possible pour m’assurer que nous le ferons correctement,. »
Durant la même période, le retour de l'acteur Wilson Bethel portant ses traits à l'ancien agent fédéral Benjamin « Dex » Poindexter devenu tueur à gages est aussi confirmé,. En avril 2024, l'actrice Ayelet Zurer est aperçue sur le tournage de la série dans le rôle de Vanessa Fisk, l'épouse de Wilson Fisk, ce qui officialise également son retour,.
En été 2024, l'acteur Vincent D'Onofrio portant ses traits à Wilson Fisk affirme que la série sera plus violente que les trois premières saisons diffusées sur la plateforme Netflix : « Il y a des choses dans cette série qui vont bien plus loin que ce que nous avons fait dans la série originale,. »
En septembre 2024, Brad Winderbaum, le responsable du pôle télévision et streaming de Marvel Studios s'exprime à son tour sur la violence du programme et confirme que la quatrième saison comportera : « certaines des actions les plus brutales [qu'ils aient] jamais apportées à l'écran. Il y a beaucoup d'action viscérale. » Le mois suivant, il est annoncé que la série conservera sa classification TV-MA (programme inapproprié pour les moins de 17 ans),.

## Critique
Daredevil obtient immédiatement un succès critique et public. La série récolte 98 % d'avis favorables sur Rotten Tomatoes ainsi que la note de 4.6⁄5 sur Allociné, ce qui la classe dans les cinq séries les mieux notées du site. 10 jours après sa sortie, Daredevil devient la série la plus téléchargée illégalement juste derrière Game of Thrones.
Devant ce succès, Netflix annonce la mise en chantier d'une deuxième saison le 21 avril 2015,,.
La série est importante au niveau commercial car c'est la première série non animée produite par Marvel Television et ABC Studios, deux filiales de Disney pour Netflix. Trois autres séries sont prévues mais aussi à partir de 2016 un contrat d'exclusivité de diffusion en streaming pour les productions cinématographiques de Walt Disney Studios Entertainment (Disney, Pixar, Marvel, Lucasfilm).

## Audiences
Selon Variety, l'audience estimée est autour de 4,4 millions d'abonnés dans les onze premiers jours de visionnage sur Netflix aux États-Unis. Cela représente près de 10 % des abonnés. Par ordre de comparaison, la série House of Cards réalise une audience d'environ 6,5 % de ces mêmes abonnés, Unbreakable Kimmy Schmidt 7,3 % et Bloodline 2,4 %.

## Sorties en DVD et disque Blu-ray
- La première saison est sortie le 3 octobre 2016 au Royaume-Uni en DVD et Blu-ray avec seulement la piste en version originale[59]. La France quant à elle, n'a eu qu'une simple sortie en DVD le 12 octobre 2016.

| 1 | 13 | indéterminée | 12 octobre 2016 | indéterminée | 4 | The Walt Disney Company France |
| 2 | 13 | indéterminée | 17 mai 2017     | indéterminée | 4 | The Walt Disney Company France |